# 29314 Eurydamas
29314 Eurydamas este o planetă minoră (asteroid), cu un diametru de 21,386 km, din Asteroid troian al lui Jupiter. A fost descoperită pe 8 februarie 1994 la Observatorul European Austral de Eric Walter Elst. 
Obiectul prezintă o orbită caracterizată de o semiaxă mare de 5,2843848 UAi, o excentricitate de 0,072, o înclinație de 15,23301 ° în raport cu ecliptica.